# Terceira Batalha de Ypres
A Terceira Batalha de Ypres, ou, na sua forma portuguesa, de Ipres, também conhecida como Batalha de Paschendale foi uma campanha da Primeira Guerra Mundial que opôs os britânicos, e os seus Aliados (canadenses, sul-africanos e as unidades ANZAC), ao Império Alemão. A batalha teve lugar na Frente Ocidental, entre junho e novembro de 1917, e o seu objectivo era controlar as zonas a sul e leste da cidade belga de Ypres, na região da Flandres Ocidental, como parte integrante de uma estratégia decidida pelos Aliados em uma conferência em novembro de 1916 e maio de 1917. Paschendale fica situada na última colina a leste de Ypres, a 8 km de um entroncamento ferroviário em Roulers, uma parte vital do sistema de abastecimentos do Quarto Exército alemão. A fase seguinte da estratégia Aliada era um avanço até Thourout – Couckelaere, para bloquear o caminho-de-ferro controlado pelos alemães entre Roulers e Thourout, que só ocorreria em 1918. As operações adicionais e o apoio britânico ao ataque da costa belga de Niewpoort, juntamente com um desembarque anfíbio, chegariam a Bruges e à fronteira holandesa. A resistência do Quarto Exército alemão, um clima muito húmido, o começo do Inverno e a mudança dos recursos franceses e britânicos para Itália, a seguir à vitória austro-germânica na Batalha de Caporetto, (24 de outubro – 19 de novembro), permitiu aos alemães evitar uma retirada geral, que lhes parecia inevitável em outubro. A campanha terminou em Novembro quando o Corpo Canadiano capturou Passchendaele. Em 1918, a Batalha de La Lys e a Quinta Batalha de Ypres, tiveram lugar antes de os Aliados ocuparem a costa belga e terem chegado à fronteira holandesa.
Uma campanha na Flandres era um assunto controverso em 1917, e assim continuou. O Primeiro-ministro britânico Lloyd George opunha-se à ofensiva tal como o general Foch, o o Chefe-de-Estado francês. O comandante britânico, marechal-de-campo Sir Douglas Haig, teve que aguardar aprovação para a operação na Flandres do Gabinete de Guerra até 25 de Julho. Algumas questões controversas entre os participantes na batalha, escritores e historiadores, incluem a visão de efectuar uma estratégia ofensiva após a mal-sucedida Ofensiva Nivelle, em vez de aguardar pela chegada dos exércitos americanos a França; a escolha da Flandres em vez de outras zonas mais a sul ou a Frente italiana; o clima e as condições atmosféricas na Flandres; a escolha do general Hubert Gough por Haig e o Quinto Exército para liderar a ofensiva; a forma de dar início ao ataque; o intervalo de tempo entre a Batalha de Messines e o ataque de abertura das Batalhas de Ypres; a influência dos problemas internos dos exércitos franceses na persistência dos britânicos na ofensiva; o efeito da lama nas operações; a decisão de continuar a ofensiva em Outubro com a mudança nas condições meteorológicas; e o custo das perdas humanas da campanha nos exército alemão e britânico.